# Cryptus punctorius
Cryptus punctorius là một loài tò vò trong họ Ichneumonidae.